# Eugène Eyah Fomumbod
Eugène Eyah Fomumbod, röviden "Eugène" (Buea, 1985. február 22. –) az NB I-ben szereplő Győri ETO FC játékosa.

## Pályafutása
A tatabányai Dorge Rostand Kouemaha-val együtt szerződött Görögországba, majd érkeztek Magyarországra. Bár eredetileg az FC Tatabánya szerződtette volna, ám végül mégsem kellett Sisa Tibor edzőnek, így került a Balaton partjára. Új csapatában, a BFC Siófokban meggyőző teljesítményt nyújtott, igaz többször is kiállították. 2007-ben csapatával feljutott az élvonalba. Kisebb galibát okozott, hogy nem érkezett meg 2007 nyarán a felkészülés kezdetére, mert Görögországba utazott. Ám a hírekkel ellentétben nem próbajátékra ment oda, hanem tárgyalni az Arisz Szaloniki vezetőivel, akik még mindig tartoznak neki. Így egy hét késéssel kezdte meg a felkészülést.
2008 januárjában a Győri ETO-hoz igazolt, ahol tagja volt a bronzérmes csapatnak. 2009 tavaszán fél évre újra visszatért a Siófokhoz.

## Sikerei, díjai
Szerepelhetett a Kamerun Kupán, és a Görög Kupa döntőjében is, és a Siófokkal feljutottak az NBI-be
Győri ETO
- Magyar bajnoki bronzérmes: 2010

## Külső hivatkozások
- Itt még úgy tűnt, hogy tatabányai lesz
- Görögországba szerződése
- Előkerült a légiós
- Profilja a Hivatásos Labdarúgók Szervezete honlapján
- Eugène Eyah Fomumbod a Győri ETO hivatalos honlapján